# Болгарский гусарский полк
Болгарский гусарский полк — кавалерийская часть, существовавшая в русской императорской армии в 1759—1783 годах.

## История
Создан 9 марта 1759 года в Новой Сербии генерал-майором И. С. Хорватом. 26 июля 1762 года за недостатком личного состава присоединён к Македонскому гусарскому полку.
24 декабря 1776 в числе девяти полков, созданных на территории Азовской и Новороссийской губернии для защиты южных границ в связи с упразднением Запорожской Сечи, из кадра упраднённых кавалерийских частей сформирован новый поселённый Болгарский гусарский полк в составе шести эскадронов.
28 июня 1783 года обращен на формирование Ольвиопольского гусарского полка

## Униформа
После воссоздания в 1776 году личному составу полка было положено следующее обмундирование (одинаковое для всех полевых и поселённых гусарских полков): чёрные ментики с жёлтыми шнурами, белые епанчи, чёрные кивера с жёлтой тесьмой, чёрные чепраки с жёлтой выкладкой, чёрные пояса с жёлтыми перехватами, чёрные ташки, медные пуговицы. Офицерам полагались парадные жёлтые сапоги. Индивидуальной для полка была коричневая расцветка штанов («чакширов») и доломанов («дуламов»). Последние так же имели белые обшлага и жёлтые шнурки.

## Герб
В 1776 году был утверждён герб полка: «Щит с серебряною полосою, диагонально разделенный на две части; из них в верхней, зеленой, изображены три золотые креста, а в нижней, красной — три серебряныя полулуния».